# Half-Life
Half-Life este un shooter first-person cu temă științifico-fantastică, produs și distribuit digital de Valve Software, versiunea fizică fiind gestionată de către Sierra Entertainment. Lansat pe data de 19 noiembrie 1998 pentru platforma Windows, jocul a folosit o versiune complet modificată a motorului grafic folosit în Quake, numindu-se GoldSrc. O versiune pentru PlayStation 2 este lansată în anul 2001.
În 1997 apare prima versiune a jocului la expoziția E3 (Electronic Entertainment Expo) și o revistă care prezintă o descriere a jocului. Lăudat de critici pentru prezentarea sa și a numeroaselor secvențe programate, Half-Life a câștigat peste 50 de premii Jocul Anului și a fost numit "cel mai bun joc pe calculator al tuturor timpurilor" de revista PC Gamer în edițiile noiembrie 1999, octombrie 2001 și aprilie 2005. Half-Life a influențat crearea altor shootere first-person în anii de după lansare și este adesea citat ca fiind revoluționar în genul său.

## Mod de joc
Half-Life este un shooter first-person care cere jucătorului să efectueze două sarcini: lupta cu inamicul și rezolvarea problemelor. Personajul principal, Gordon Freeman, nu vorbește niciodată și nu este vazut in joc. Half-Life nu este structurat pe nivele, fiind bazat pe capitole care apar pe ecran, ocazional având pauze între secțiuni pentru a le putea încărca.
Arsenalul Half-Life este compus din diverse arme precum pistoalele Glock 17 și Desert Eagle, mitraliera MP5, arbaletă, lansatorul de rachete HECU , pușca SPAS-12, grenăzi, satchel charges, lasere, arme științifice experimentale precum tau cannon, arma cu gluoni și arme de proveniență extraterestră snark-uri, și arma cu viespi. Prima armă care intră în posesia jucătorului este o rangă, care devine arma iconică Half-Life. Jucătorul se va confrunta cu diverși inamici precum extratereștrii proveniți din lumea de graniță „Xen” și marina SUA.

## Subiectul
Acțiunea jocului se desfășoară în două locații: complexul Black Mesa (un complex de cercetare fictiv similar cu laboratorul Los Alamos și Zona 51) și lumea extraterestră „Xen”, în care se ajunge în partea a doua a jocului. Protagonistul jocului, Gordon Freeman, supraviețuiește unui experiment eșuat catastrofal, care duce la apariția portalelor dimensionale dintre pământ și lumea de graniță „Xen”, cauzând o invazie extraterestră. Freeman încercând să iasă din complexul distrus, va avea altercații cu extratereștrii din „Xen” dar și cu marina SUA, trimiși pentru a neutraliza invazia extraterestră, dar și neutralizarea oricărui martor din complex.
Pe tot cuprinsul jocului, un om misterios cunoscut sub numele de G-Man, apare la intervale regulate, analizând progresul lui Freeman. În cele din urmă, Freeman, folosindu-se de cooperarea oamenilor de știință și a paznicilor, ajunge în sectorul Lambda, unde un grup de savanți îl teleportează în lumea extraterestră „Xen”, unde trebuie să îl înfrângă pe Nihilanth, extraterestrul care menține porțile dimensionale deschise.
Subiectul jocului a fost inspirat din jocurile Doom și Quake, amândouă produse de id Software, de nuvela „The Mist" de Stephen King, și de un episod din serialul „The Outer Limits" numit „tărâmul frontierelor". A fost mai apoi creat de scriitorul și autorul de la Valve, Marc Laidlaw, care, de asemenea, a scris cărțile „Bomba atomică a tatei" și „a 37-a mandala".

## Expansiuni și modificări
Trei expansiuni oficiale au apărut după lansare, acestea fiind Half-Life: Opposing Force, Half-Life: Blue Shift și Half-Life: Decay, toate fiind create de Gearbox Software. Opposing Force îl întoarce pe jucător în Black Mesa în timpul evenimentelor petrecute în Half-Life, dar de data aceasta din perspectiva unui soldat al marinei SUA trimis de guvern. În Blue Shift, jucătorul ia rolul unui agent de pază al complexului. Decay se bazează pe cooperarea dintre doi jucători pentru a rezolva puzzle-uri pentru a putea parcurge mai departe. 
Pe lângă expansiuni, au existat nenumărate modificări single-player pentru Half-life, precum „Zombie Mod”, care pune jucătorului în pielea unui headcrab, și „They Hunger”, dar și modificări multi-player, cel mai popular fiind „Counter-Strike”.

## Trivia
- Regizorul Quentin Tarantino (un fan înfocat al Half-Life) a considerat posibilitatea regizării unei adaptări cinematografice a jocului. Cu toate acestea, cei de la Valve susțin că nu au avut niciun contact cu Quentin Tarantino și nici cu oamenii lui.
- Numele jocului, precum și a modificărilor oficiale, Opposing Force și Blue Shift, au fost puse după termeni științifici. Half-Life reprezintă o măsură a stabilității unei substanțe radioactive, Opposing Force se referă la a treia lege a mișcării a lui Newton, iar Blue Shift se referă la schimbarea lungimii de undă a luminii către capătul albastru al spectrului, datorată efectului Doppler. Se poate referi și la radiația Cherenkov. Caracterul lambda minuscul, folosit pe sigla Half-Life, este de asemenea simbolul pentru constanta radioactivă de descompunere.